# Liogma nodicornis
Liogma nodicornis is een tweevleugelige uit de familie buismuggen (Cylindrotomidae). De soort komt voor in het Nearctisch gebied.